# Patricia Nolz
Patricia Nolz (* 1995 in Neidling, St. Pölten-Land, Niederösterreich) ist eine österreichische Sängerin (Mezzosopran). Sie ist Ensemblemitglied der Wiener Staatsoper.

## Leben
Patricia Nolz erhielt ihren ersten klassischen Gesangsunterricht im Alter von 17 Jahren am Konservatorium für Kirchenmusik der Diözese St. Pölten. Ab 2014 absolvierte sie einen Vorbereitungslehrgang für Gesang an der Universität für Musik und darstellende Kunst in Wien und begann anschließend ein Bachelorstudium für Sologesang bei Claudia Visca, das sie 2019 mit Auszeichnung abschloss. Im gleichen Jahr begann sie das Studium Lied und Oratorium bei Florian Boesch.
Nolz debütierte 2016 im Schlosstheater Schönbrunn als Hänsel in Engelbert Humperdincks Hänsel und Gretel unter der musikalischen Leitung von Michael Rot. Im Mai 2018 gab sie ihr Debüt als Bradamante in G. F. Händels Alcina im Theater und Konzerthaus Solingen. Weitere Auftritte hatte sie in Österreich, Deutschland, Israel, Luxemburg, Italien und Japan. Zu ihrem Repertoire zählen die Hosenrollen Oreste, Cherubino, Hänsel und Prinz Orlofsky, die Rosina im Barbiere di Siviglia und die Dido in Dido and Aeneas. Von 2020 bis 2022 war sie Mitglied des Opernstudios der Wiener Staatsoper und gehört seit der Spielzeit 2022/2023 dem Ensemble des Hauses an. Sie verkörpert die Zerlina in der Don-Giovanni-Neuinszenierung seit Dezember 2021.

## Auszeichnungen
- 2017: 2. Preis bei der International Osaka Music Competition in Japan[4]
- 2019: 2. Preis und Publikumspreis beim Wettbewerb der Freunde der Wiener Staatsoper[4]
- 2019: Casinos Austria Rising Star Award[4]
- 2019: Anny-Felbermayer-Stipendiatin
- 2023: Österreichischer Musiktheaterpreis – Beste weibliche Nebenrolle für Don Giovanni (Zerlina) – Staatsoper Wien[6]